# Louis Joseph de la Boëssière de Chambors
Louis Joseph Baptiste de la Boëssiere (Paris, 31 de janeiro de 1756 — Montfort-l'Amaury, 20 de fevereiro de 1840), conde de Chambors, foi um oficial general de Infantaria dos Exércitos da França, ativo no período da Revolução Francesa e durante os conflitos do Primeiro Império Francês, que se destacou na ocupação de Portugal durante a Guerra Peninsular. Foi um dos oficiais franceses, do grupo dos emigrados, que estavam em postos de comando do Exército Português quando ocorreu a primeira invasão francesa de Portugal e cujo conhecimento profundo das forças portuguesas, do território e das estruturas de defesa muito aproveitou às forças invasoras. Terminou a sua carreira no posto de general-de-divisão.

## Biografia
Assentou praça como segundo-tenente no 5.º Regimento de Dragões (Régiment du colonel-général-dragons) em 24 de março de 1772, e foi promovido a capitão no Regimento de Dragões de La Rochefoucauld (Régiment de La Rochefoucauld dragons) em 7 de abril de 1774. Em 19 de janeiro de 1777 foi elevado a cavalheiro de honra por Carlos X, conde de Artois, e em 3 de junho de 1779 foi nomeado segundo-coronel do 52.º Regimento de Infantaria (Régiment d’infanterie de La Fère). Em 30 de abril de 1780, foi nomeado segundo comandante do Regimento de Infantaria do Marechal de Turenne (Régiment du Maréchal de Turenne). Em 10 de março de 1788, foi nomeado mestre-de-campo do 8.º Regimento de Infantaria da Austrásia (Régiment d’infanterie d’Austrasie) e foi feito cavaleiro da Ordem de São Luís em 17 de março de 1790.
Foi membro da Assembleia Nacional Constituinte de 28 de maio de 1789 a 30 de setembro de 1791, representando o terceiro estado.
Em 1 de março de 1791, foi promovido a brigadeiro por decreto da Assembleia Nacional. Pouco tempo depois, opta pelo exílio (emigra como então se dizia) e por se juntar ao Exército dos Emigrados (Armée des Émigrés). Em 1792, efectuou várias campanhas como ajudante de campo do Monsieur, título pelo qual era designado o Conde de Artois. Foi nomeado major de infantaria de um corpo levantado no estrangeiro pelo conde Étienne-Charles de Damas-Crux (mais conhecido por Étienne de Damas), tendo este corpo sido totalmente destruído na batalha de Quiberon, travada a 21 de julho de 1795, o que foi trágico para o campo realista. 
Após o desaire sofrido pelos realistas em Quiberon, o Exército dos Emigrados foi obrigado a dispersar, pelo que muitos dos seus oficiais procuraram emprego em países que se opunham à França revolucionária. Foi o caso de Louis Joseph Baptiste de la Boëssiere que a 11 de outubro de 1796, entrou ao serviço do Exército Português com o posto de brigadeiro. Em 1801, no contexto da Guerra das Laranjas, comandou duas brigadas de infantaria contra os espanhóis e, em 1802, foi encarregado de inspecionar a infantaria e as praças do Reino de Portugal. Por decreto de 24 de junho de 1807, foi nomeado general de brigada e comandante do Regimento de Infantaria n.º 15 do Exército Português.
Estava ao serviço de Portugal quando, no final de 1807, as tropas francesas sob o comando de Jean-Andoche Junot, depois feito duque de Abrantes, se apoderam do reino. Foi integrado no estado-maior deste general, que acompanhou na batalha do Vimeiro, em 21 de agosto de 1808. Após uma breve estadia em França, juntou-se ao general Junot no cerco de Saragoça em 1809.
Em 1809, foi colocado à disposição do governo espanhol para inspecionar a estrada entre  Bayonne e Madrid e, em 1808, ingressou no Armée de Portugal, o exército de Portugal, designação dada ao exército francês de ocupação de Portugal, então comandado pelo marechal André Masséna, o príncipe de Elssing, tendo participado em todas as campanhas daquela força até 1813.
Em virtude de uma ordem de 3 de maio de 1813, regressou a França com o salário de não-atividade, sem no entanto ter sido riscado da lista de oficiais emigrados. Em 1815, o rei Luís XVIII restitui-lhe os seus direitos e integou-o de volta no seu posto de cavalheiro de honra. Foi promovido a major-general a 11 de março de 1820.